# Lia McHugh
Lia Ryan McHugh (Pittsburgh, 18 de novembro de 2005) é uma atriz norte-americana. Ficou conhecida por filmes como Totem (2017), The Lodge e Into the Dark (ambos em 2019) e por interpretar Duende em Eternals (2021), sendo a atriz mais jovem a interpretar um super-herói no Universo Cinematográfico Marvel.

## Biografia
Lia nasceu em Pittsburgh e vem de uma família de atores. Ela possui três irmãos mais velhos, Flynn, Logan e Shea, e um irmão mais novo, Gavin, que possui paralisia cerebral. Gavin também é ator e interpreta Christopher Diaz na série dramática 9-1-1.

## Carreira
Lia McHugh atuou primeiramente em filmes e séries de terror como A Haunting, Totem, Along Came the Devil, The Lodge e Into the Dark.

## Filmografia

### Cinema
| Ano  | Título               | Papel              | Notas        |
| ---- | -------------------- | ------------------ | ------------ |
| 2017 | Hot Summer Nights    | Summer Bird Sister |              |
| 2017 | Totem                | Ashley             |              |
| 2018 | Along Came the Devil | Ashley (jovem)     |              |
| 2019 | The Lodge            | Mia                |              |
| 2020 | Songbird             | Emma Griffins      |              |
| 2021 | Eternals             | Duende             |              |
| 2021 | A House on the Bayou | Ana                | Pós-produção |

### Televisão
| Ano  | Título         | Papel         | Notas                                         |
| ---- | -------------- | ------------- | --------------------------------------------- |
| 2016 | A Haunting     | Jacey         | Série documental; Episódio: "Tunnel of Death" |
| 2018 | American Woman | Jessica Nolan | Elenco regular; 11 episódios                  |
| 2019 | Into the Dark  | Maggie Singer | Episódio: "They Come Knocking"                |